# SCCA Formule 1000
De SCCA Formule 1000 is een Amerikaanse raceklasse die georganiseerd wordt door de Sports Car Club of America. De klasse is vergelijkbaar met de Amerikaanse Formule Ford en de Formule Continental. Een jaar racen in de F1000 kost een team tussen de 30.000 en de 65.000 dollar. Het is een amateurklasse voor beginnende coureurs. De klasse bestaat sinds 2006.

## De auto
Alle chassis worden geleverd als rollende chassis. De motor moet er nog in worden gezet. Daarbij kan gekozen worden uit vier types: Honda, Kawasaki, Suzuki en Yamaha. Alle motoren hebben een inhoud van 1000cc en een vermogen van ongeveer 148pk.
Enkele auto's die meedoen:
- Citation, 07F1000
- Crosslé Car Company
- ETS Motorsports, ETSF1
- Gloria Cars, C7F
- Phoenix Race Cars, F1K-07
- Piper Engineering, DF6
- Racing Concepts, Speads RM-07A
- Stohr Cars, F1000
- Van Diemen
- West Racing, 2007 FR-1
- SSR Engineering, 2007 RF07
- Swift Engineering